# هاربور فرایت
هاربور فرایت (انگلیسی: Harbor Freight) شرکت ابزارسازی آمریکایی است، که در سال ۱۹۷۷ تأسیس شد.